# Миноносцы типа 1939
Миноносцы типа 1939 (проект «Флотский миноносец 1939») — тип миноносцев (нем. torpedoboot), состоявший на вооружении ВМС Германии (кригсмарине) в годы Второй мировой войны. Всего верфью F. Schichau в Эльбинге было построено 15 единиц данного типа. В отличие от предшествующих типов 1935 и 1937, «флотские» миноносцы типа 1939 предназначались для эскортной службы в составе флота и самостоятельных действий на второстепенных театрах.

## Конструкция и вооружение
Миноносцы типа 1939 значительно отличались от предшественников значительно увеличенным водоизмещением (возросло на 65 % по сравнению с кораблями типа 1937), улучшенной мореходностью и дальностью плавания. Предназначение новых миноносцев было также принципиально иным — в отличие от предыдущих типов, бывших фактически увеличенными вариантами ТКА с усиленным торпедным вооружением, корабли типа 1939 строились как эскортные корабли и характеризовались значительно усиленным артиллерийским вооружением (4 105-мм орудия против 1 на типе 1937). Энергетическая установка изменений не претерпела, за исключением расположения — в отличие от принятого на предшественниках линейного оно стало эшелонным. Рост водоизмещения при неизменной ЭУ привел к снижению скорости, которая не превышала 31 узла, а в длительных условиях — и 28,5 узлов. Вооружение включало 4 105-мм орудия, которые из-за увеличенных углов возвышения, могли использоваться против воздушных целей. Это делало корабли очень мощными в отношении ПВО. В ходе службы состав и расположение вооружения на разных кораблях серии неоднократно менялся.
Активно участвовали во Второй мировой войне, в ходе которой 11 миноносцев типа погибли. 4 корабля пережили войну и были распределены по репарациям между США (1), Великобританией (2) и СССР (1 корабль).

## Список миноносцев типа[3]
| Название | Верфь-строитель       | Дата закладки | Дата спуска на воду | Дата вступления в состав флота | Дата вывода из состава флота/гибели | Судьба                                                                                       |
| -------- | --------------------- | ------------- | ------------------- | ------------------------------ | ----------------------------------- | -------------------------------------------------------------------------------------------- |
| Т-22     | F. Schichau (Эльбинг) | 1940          | 1941                | 28.2.1942                      | 20.8.1944                           | Погиб на герм. минах в Нарвском заливе                                                       |
| Т-23     | F. Schichau (Эльбинг) | 1.8.1940      | 14.6.1941           | 14.6.1942                      | 1945                                | Передан Великобритании, в 1946 г. передан Франции («L’Alsacien»)                             |
| Т-24     | F. Schichau (Эльбинг) | 21.9.1940     | 13.9.1941           | 17.10.1942                     | 24.8.1944                           | Потоплен брит. авиацией в устье р. Жиронда                                                   |
| Т-25     | F. Schichau (Эльбинг) | 30.11.1940    | 1.12.1941           | 12.11.1942                     | 28.12.1943                          | Погиб в бою с брит. легкими крейсерами «Glasgow» и «Enterprise» в Бискайском заливе          |
| Т-26     | F. Schichau (Эльбинг) | 10.5.1941     | 26.3.1942           | 27.2.1943                      | 28.12.1943                          | Погиб в бою с брит. легкими крейсерами «Glasgow» и «Enterprise» в Бискайском заливе          |
| Т-27     | F. Schichau (Эльбинг) | 2.7.1941      | 20.6.1942           | 17.4.1943                      | 29.4.1944                           | Потоплен брит. и канад. эсминцами в Ла-Манше                                                 |
| Т-28     | F. Schichau (Эльбинг) | 24.9.1941     | 8.10.1942           | 19.6.1943                      | 1945                                | Передан Великобритании, в 1946 г. передан Франции («Lorrain»)                                |
| Т-29     | F. Schichau (Эльбинг) | нет данных    | 1943                | 21.8.1943                      | 26.4.1944                           | Потоплен брит. и канад. эсминцами в Ла-Манше                                                 |
| Т-30     | F. Schichau (Эльбинг) | 10.4.1942     | 13.3.1943           | 24.10.1943                     | 20.8.1944                           | Погиб на герм. минах в Нарвском заливе                                                       |
| Т-31     | F. Schichau (Эльбинг) | 1942          | 1943                | 5.2.1944                       | 20.6.1944                           | Потоплен советскими торпедными катерами ТК-37 и ТК-60 в Финском заливе                       |
| Т-32     | F. Schichau (Эльбинг) | 27.10.1942    | 17.4.1943           | 8.5.1944                       | 20.8.1944                           | Погиб на герм. минах в Нарвском заливе                                                       |
| Т-33     | F. Schichau (Эльбинг) | 20.1.1943     | 4.9.1943            | 16.6.1944                      | 1945                                | Передан СССР («Примерный»)                                                                   |
| Т-34     | F. Schichau (Эльбинг) | 5.3.1943      | 23.10.1943          | 12.8.1944                      | 20.11.1944                          | Погиб в Балтийском море у о. Рюген на минах, поставленных брит. авиацией или сов. ПЛ Л-3.    |
| Т-35     | F. Schichau (Эльбинг) | 20.4.1943     | 12.12.1943          | 7.10.1944                      | 1945                                | Передан США, испытывался как DD-935, в 1947 г. продан на запчасти во Францию                 |
| Т-36     | F. Schichau (Эльбинг) | 10.6.1943     | 5.2.1944            | 9.12.1944                      | 4.5.1945                            | Поврежден 3.05.45 при подрыве на брит. авиационной мине, потоплен сов. авиацией у Свинемюнде |